# Джон Дейвис
Вижте пояснителната страница за други личности с името Дейвис.
Джон Дейвис (на английски: John Davis) е английски мореплавател, извършил три плавания с цел намиране на Северозападния проход. Служи като капитан на холандски и английски пътувания до Източните Индии. Открива Фолкландските острови (днес Британски задморски територии) през август 1592 г.

## Произход и младежки години (1550 – 1585)
Роден е около 1550 в енорията Стоук Габриел, графство Девън, Югозападна Англия, единствен син на английски лорд. Детството си прекарва в Сандридж. На 21-годишна възраст завършва Ливърпулското морско училище, постъпва в кралския флот като кралски пират, както било модерно по онова време и се впуска в морски приключения. По време на официалните си пиратски плавания не пропуска изгоден случай да вземе на абордаж испански или френски кораб и в същото време извършва редица плавания, които поставят името му наред с най-известните мореплаватели и пирати.

## Експедиции за търсене на Северозападния проход (1585 – 1587)

### Първо плаване (7 юни – 30 септември 1585)
С два кораба – „Съншайн“ (50 т, 23 души екипаж) и „Муншайн“ (35 т, 19 души екипаж), от 7 юни до 30 септември 1585 г. извършва плаване за търсене на Северозападния проход. На 20 юли, на 64°50′ с. ш. 51°00′ з. д. / 64.833333° с. ш. 51° з. д., открива фиорд Готхоб (Югозападна Гренландия), където англичаните са посрещнати любезно от гренландските ескимоси. В началото на август корабите напускат фиорда Готхоб и се отправят на северозапад. Близо до полярната окръжност, в източната част на остров Бафинова земя открива п-ов Къмбърланд и на югозапад от него – залива Къмбърланд (73°20′ с. ш. 65°00′ з. д. / 73.333333° с. ш. 65° з. д.), който приема за начало на Северозападния проход. По-късно широкото водно пространство, което отделя Гренландия от п-ов Къмбърланд е назовано Дейвисов проток.

### Второ плаване (7 май – 14 октомври 1586)
Съобщението за „откриването“ на Северозападния проход въодушевява търговците и за следващото плаване дават на Дейвис още един голям кораб „Мармейд“ („русалка“, 120 т) и малък 20-тонен съд. Дейвис, както и предишната година, плава на „Съншайн“. На 7 май 1586 г. флотилията от четири кораба напуска Англия, а след месец в открития океан Дейвис изпраща два от корабите на север да търсят път към Тихия океан между Исландия и Гренландия, а останалите два се насочват към Готхоб фиорд. След като срещат непроходими ледове, двата изпратени на север кораби се връщат обратно и също се насочват към югозападното крайбрежие на Гренландия. В Готхоб фиорд флотилията престоява до средата на юли и англичаните са посрещнати от ескимосите като стари познати.
През втората половина на юли флотилията плава покрай югозападното крайбрежие на Гренландия до 68º с.ш. Пресича за втори път открития от него проток Дейвис (ширина 330 км) и на 66°15′ с. ш. 62°15′ з. д. / 66.25° с. ш. 62.25° з. д., на източното крайбрежие на п-ов Къмбърлънд, открива залива Ексетер. Плава на юг, открива източното крайбрежие на п-ов Хол (югоизточната част на Бафинова земя) и изследва източното крайбрежие на п-ов Лабрадор до 54º 15` с.ш. (залива Хамилтън). По време и на второто си плаване Дейвис не открива Северозападния проход, но затова открива огромни рибни пасажи и леговища на китове и тюлени край източните брегове на Лабрадор и се завръща с голямо количество ценни животински кожи, закупени от гренландските ескимоси.

### Трето плаване (19 май – 15 септември 1587)
Третото плаване на Дейвис е организирано с три кораба с главна цел добива на ценни кожи, като откриването на Северозападния проход е поставено на втори план. За трети път англичаните посещават Готхоб фиорд и Дейвис оставя там два от корабите, които да се занимават с търговия с местните ескимоси, а той сам с най-малкия кораб решава да търси отново Северозападния проход. Продължава на север и в Бафиновия залив достига до 72º 12` с.ш., но е спрян от непроходими ледове и поема на югозапад. В средата на юли достига до брега на Бафинова земя и продължава на югоизток покрай брега в търсене на залива Фробишър. Изследва бреговете на открития от него залив Къмбърлънд и се убеждава, че от него няма път на запад. В края на юли изследва п-ов Хол, залива Фробишър на юг от него и цялото източно крайбрежие на п-ов Лабрадор до 52º с.ш.
Дейвис прониква на север повече от своите предшественици и действително указва посоката, в която трябва да се търси Северозападния проход. Създадените от него точни за онова време карти допринасят много за следващите експедиции в тази посока. Проведените наблюдения способстват за развитието на китолова в района.

## Откриване на Фолклъндските о-ви (1592)
След завръщането си от третото плаване Дейвис напразно умолява лондонските търговци да му отпуснат средства за нова експедиция, но те остават непреклонни, и той, както и Мартин Фробишър, вместо полярните райони, започва да посещава тропическите и се отдава на любимия си занаят – пиратството.
През 1592 г. командва малкия пиратски кораб „Черната смърт“ („Black Death“) от ескадрата на адмирал Томас Кавендиш. В източната част на Магелановия проток пиратската ескадра напада испанския галеон „Инфанта“, превозващ злато от Перу за Испания. След нападението корабът на Дейвис е подгонен от трите военни кораба, охраняващи галеона, като по време на гонитбата, която продължава три дни, на 24 март 1592 г. в южната част на Атлантическия океан открива Фолклъндските о-ви (12 хил. км2), където се укрива от преследвачите си.

## Последни години (1593 – 1605)
През последните години от живота си Дейвис остава активен привърженик на експанзионистичната политика на кралица Елизабет I. Продължава да се сражава с испански и португалски кораби. Плава около Африка и Южна Америка. През 1604 г. е щурман на кораб на Източноиндийската компания и извършва пет плавания до Южна Азия. На 29 декември 1605 г. загива в схватка с японски пирати на остров Бинтан близо до Сингапур.
Дейвис изобретява няколко навигационни уреда, в т.ч. двойния квадрант на Дейвис (прибор за определяне на височината на слънцето по време на плаване). Става автор и на две книги за мореходното изкуство: „Хидрографско описание на света“, в която използва данните от своите наблюдения, направени по време на арктическите му плавания, и навигационното пособие „Секретите на мореплавателя“, в което са изложени основите на корабоплаването в бъдещето и начините за извършване на околосветски плавания.

## Памет
Неговото име носи пролив Дейвис между Гренландия и Бафинова земя.